# Joy Electric
Joy Electric ist ein 1994 in Kalifornien gegründetes Solo-Musikprojekt von Ronnie Martin im Bereich Electropop. Die Veröffentlichungen von Joy Electric werden von der Plattenfirma Tooth & Nail Records vertrieben. Martin ist ein Purist analoger Musiktechnik. Dies bedeutet, dass in seiner Musik ausschließlich analoge Synthesizer und  Sequenzer, wie beispielsweise der Moog Rogue zum Einsatz kommen. Daneben bezeichnet sich Martin als wiedergeborener  Christ, was auch an seiner Mitwirkung am Film Why Should the Devil Have All the Good Music? deutlich wurde. Unter den musikalischen Einflüssen von Joy Electric finden sich Keith Green,  Kraftwerk, New Order, Depeche Mode und Daft Punk.

## Musikalischer Stil
Mit dem Joy Electric-Debüt Melody von 1994, welches zunächst Beautiful Dazzling Music No. 2, dann Fairy Tale Melodies genannt werden sollte, entfernte sich Ronnie Martin stilistisch radikal von seinem vorangegangenen Rave-Projekt namens Dance House Children, das er mit seinem Bruder Jason Martin (Starflyer 59) unterhielt. Das zweite Album We Are the Music Makers enthielt Songs, die mit ihren Anleihen an Märchenschlösser, Ritter und  Monarchen stark an die Artus-Sage erinnerten. Diese Mittelalter-Thematik stellte Mitte der 1990er Jahre ein eher unübliches Stilmittel für ein elektronisches Popalbum dar.
Robot Rock von 1997 war das erste Album aus Ronnie Martins Diskografie das eine eher kommerzielle Richtung einschlug. Nachdem er bereits jahrelang mit seinen analogen Synthesizern hantiert hatte, machte sich hier die Verbesserung seiner kompositorischen Fähigkeiten besonders bemerkbar. 1999 wurde nach den beachtlichen vorangegangenen Erfolgen das Album CHRISTIANsongs veröffentlicht. Obwohl als Christ aufgewachsen, hatte Ronnie Martin in seiner Musik bisher nur selten seinen Glauben thematisiert. Dennoch distanzierte er sich ausdrücklich von Bands die „sich zwar als Christen bezeichnen, jedoch keine ‚christliche Band‘ sein wollen“. CHRISTIANsongs hingegen enthielt einige sehr direkte Referenzen an den christlichen Glauben, was die Popularität Joy Electrics in der einschlägigen Musikszene noch steigerte.

## Diskografie

### Alben
- Melody (1994)
- We Are the Music Makers (1996)
- Robot Rock (1997)
- CHRISTIANsongs (1999)
- The White Songbook (2001)
- The Tick Tock Treasury (2003)
- Hello, Mannequin (2004)
- The Ministry of Archers (2005)
- The Otherly Opus (2007)
- My Grandfather, The Cubist (2008)

### Compilations
- Happy Christmas (1998)
- Unelectric (2000)
- The Art and Craft of Popular Music (2002)
- The Magic of Christmas (2003)

### EPs und Singles
- Five Stars for Failure (EP) (1995)
- Old Wives Tales (EP) (1996)
- The Land of Misfits (EP) (1998)
- Children of the Lord (Single) (1999)
- The White Songbook (Single) (2001)
- Starcadia (EP) (2002)
- The Tick Tock Companion (EP) (2003)
- Friend of Mannequin (EP) (2004)
- Workmanship (7″) (2005)
- Montgolfier and the Romantic Balloons (EP) (2005)
- Workmanship (CD) (EP) (2007)
- Their Variables (EP) (2007)
- Early Cubism (EP/Musikdownload) (2009)
- Curiosities and Such (EP) (2009)
- Favorites At Play (Cover-EP) (2009)